# Джомолхари
Джомолхари (дзонг-кэ ཇོ་མོ་ལྷ་རི, лат. Chomolhari, Jumolhari, тиб. ཇོ་མོ་ལྷ་རི, Jomolhari; кит.  绰莫拉日峰, Chuòmòlārì Fēng) (7315 м) — горный массив на границе Бутана и Тибета, в составе Большого Гималайского хребта. Джомолхари считается священной горой. Её также называют «невестой Канченджанги». С тибетской стороны (на севере) гора примыкает к уезду Ядонг, а с бутанской стороны (на юге) — к дзонгхагу Паро. С северной стороны на 2700 м ниже горы находится плоскогорье. С этой горы стекает река Паро (на юг) и Торса на севере.

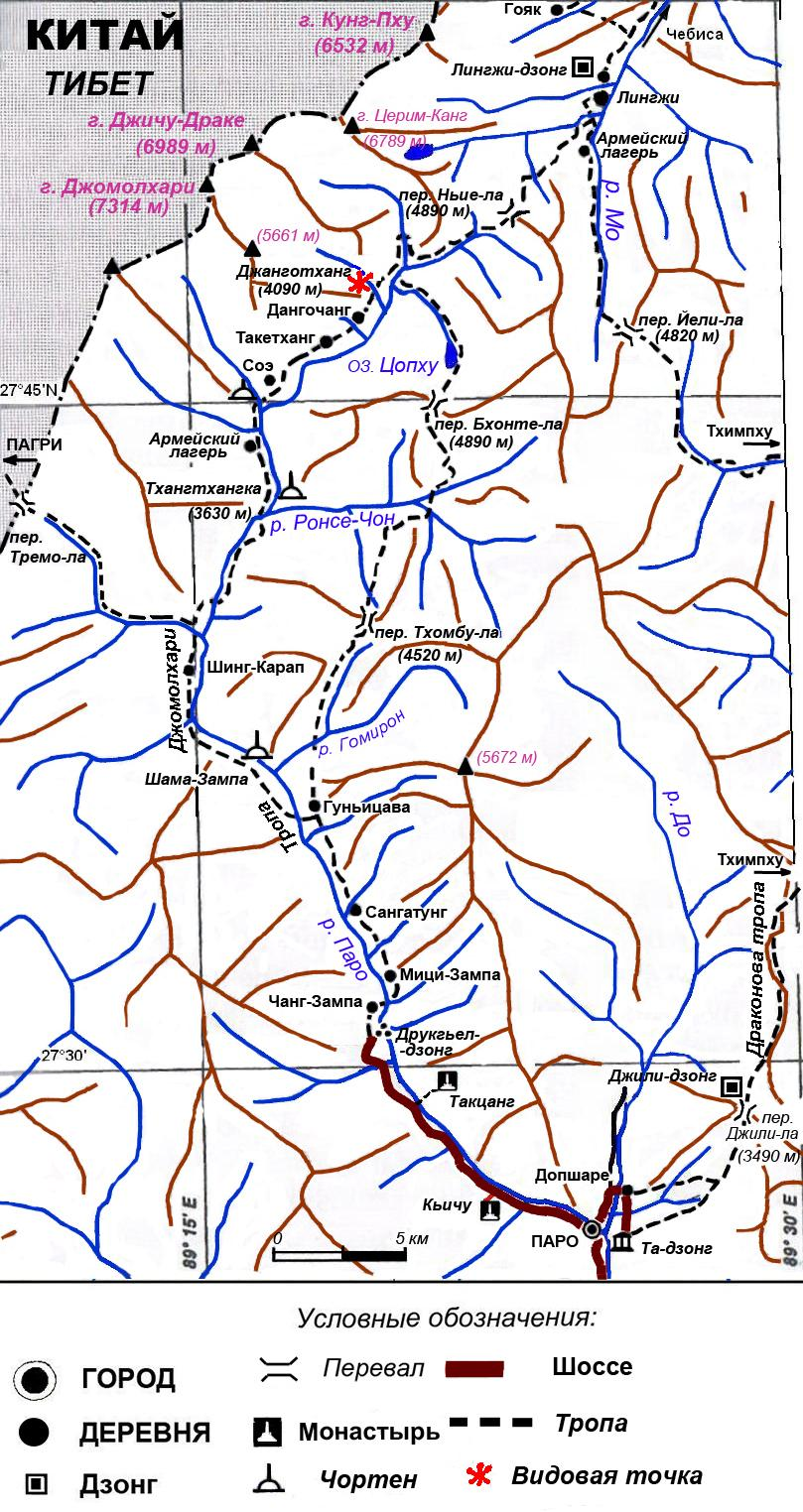
Тропа Джомолхари с бутанской стороны

Высотой горы официально считается 7314 м, однако имеются сомнения в точности этого измерения, и истинную высоту горы оценивают также около 7000 м. По данным SRTM высота вершины 7090 метров, с учётом поправки действительная высота горы около 7120 метров.

## Религиозное значение
В тибетском буддизме Джомолхари считается священной горой и местом обитания одной из сестёр Церингма (jo mo tshe ring mched lnga) — женского божества-защитницы (Jomo) Тибета и Бутана, Падмасамбхава связал её клятвой беречь буддийскую веру.
С бутанской стороны имеется «храм Джомолхари», до которого можно дойти от военного поста Тхангтхангкха за полдня, храм находится на высоте 4150 м. Сюда приходят многочисленные паломники. Недалеко от храма находятся пещеры, в которых медитировали Миларепа и Лорепа. В часе ходьбы от храма на высоте 4450 метров находится озеро Ценингма, в котором обитают духи.
На Тибете раз в год организуется паломничество из Пхари-дзонга на святое озеро Джомо Лхаранг на высоте 5100 м к северу от горы.

## История восхождений
Хотя гора очень заметна и великолепно просматривается со стороны древнего торгового пути из Индии через Сикким в Тибет по долине Пагри, попыток восхождения зафиксировано очень немного. Причиной является запрет на восхождение со стороны бутанских властей и закрытость региона в Тибете. Первое восхождение предприняла британская экспедиция из пяти человек в мае 1937 года (Фредди Спенсер Чапман и Шерпа Пасанг Лама), они поднимались с бутанской стороны с юго-востока.
В 1970 году по тому же пути 24 апреля поднималась индийско-бутанская военная экспедиция во главе с полковником Нарендра Кумаром. При этом исчезли двое участников, как выяснилось позже, они погибли. Версии их гибели широко комментировались.
В 1996 году японо-китайская экспедиция зашла с тибетской стороны, но штурмовала пик с юга.
В 2004 на гору взошла британская группа, а в 2006 году словенцы Марко Презель и Борис Лоренчич (словен. Boris Lorenčič) — лауреаты 16-й церемонии награждения премией «Золотой ледоруб».

## Транскрипции
- Jomolhari
- Jomolari
- Jumolhari
- Chomolhari

## В художественной литературе
Упоминается в романе Майн Рида «Ползуны по скалам» под названием «Чомо-Лари» (англ. «Chumulari»).

## Комментарии
1. ↑  В экспедиции в Бутан также принимали участие Рок Благус, Тине Цудер, Матей Кладник, Само Крмель и Дамиян Меско

## Галерея

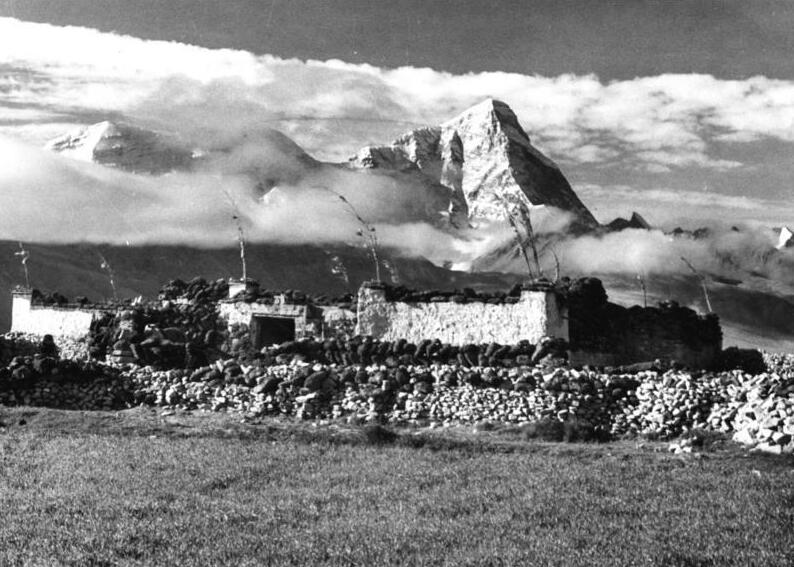
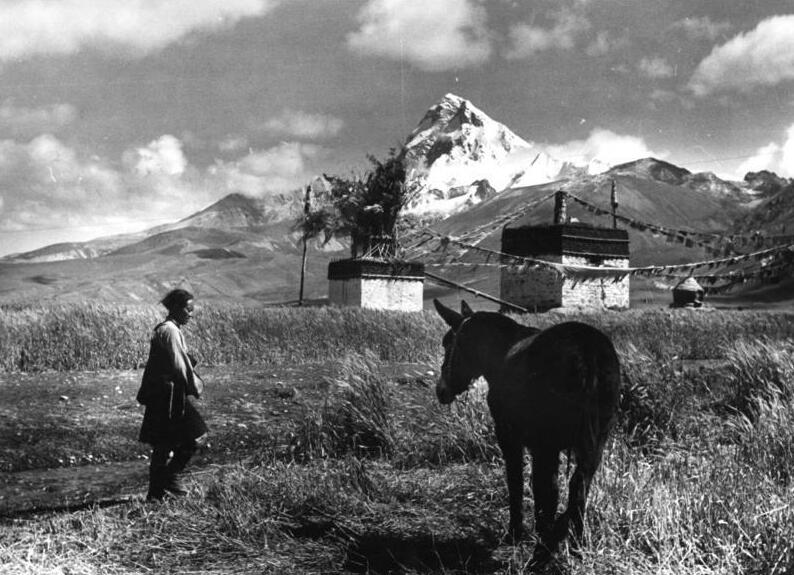
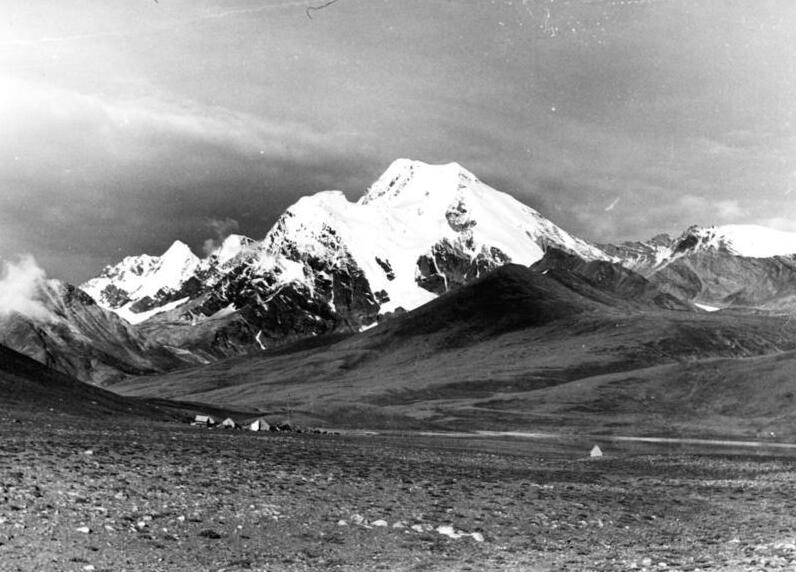
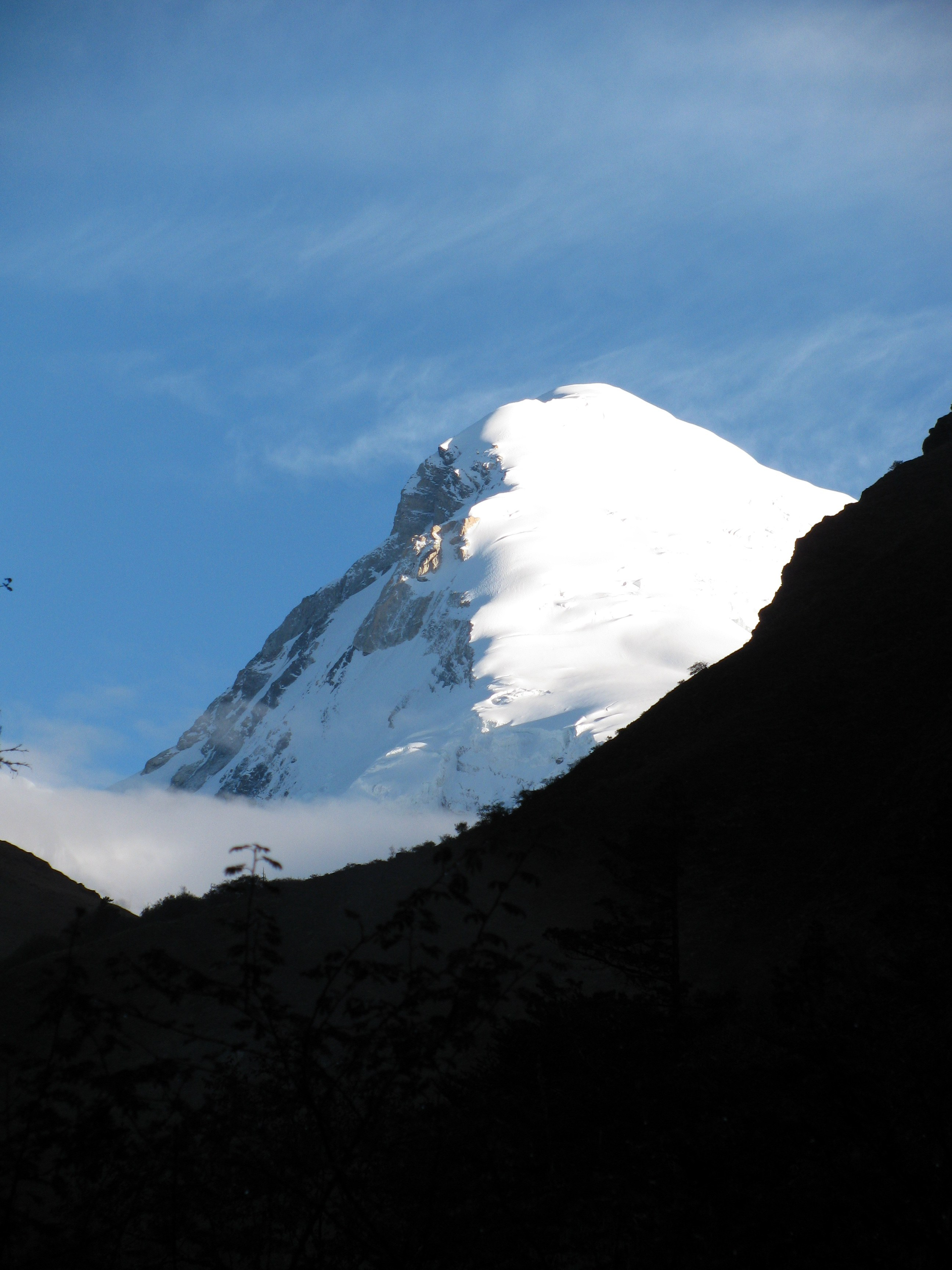
Джомолхари c Тхангтхангкха
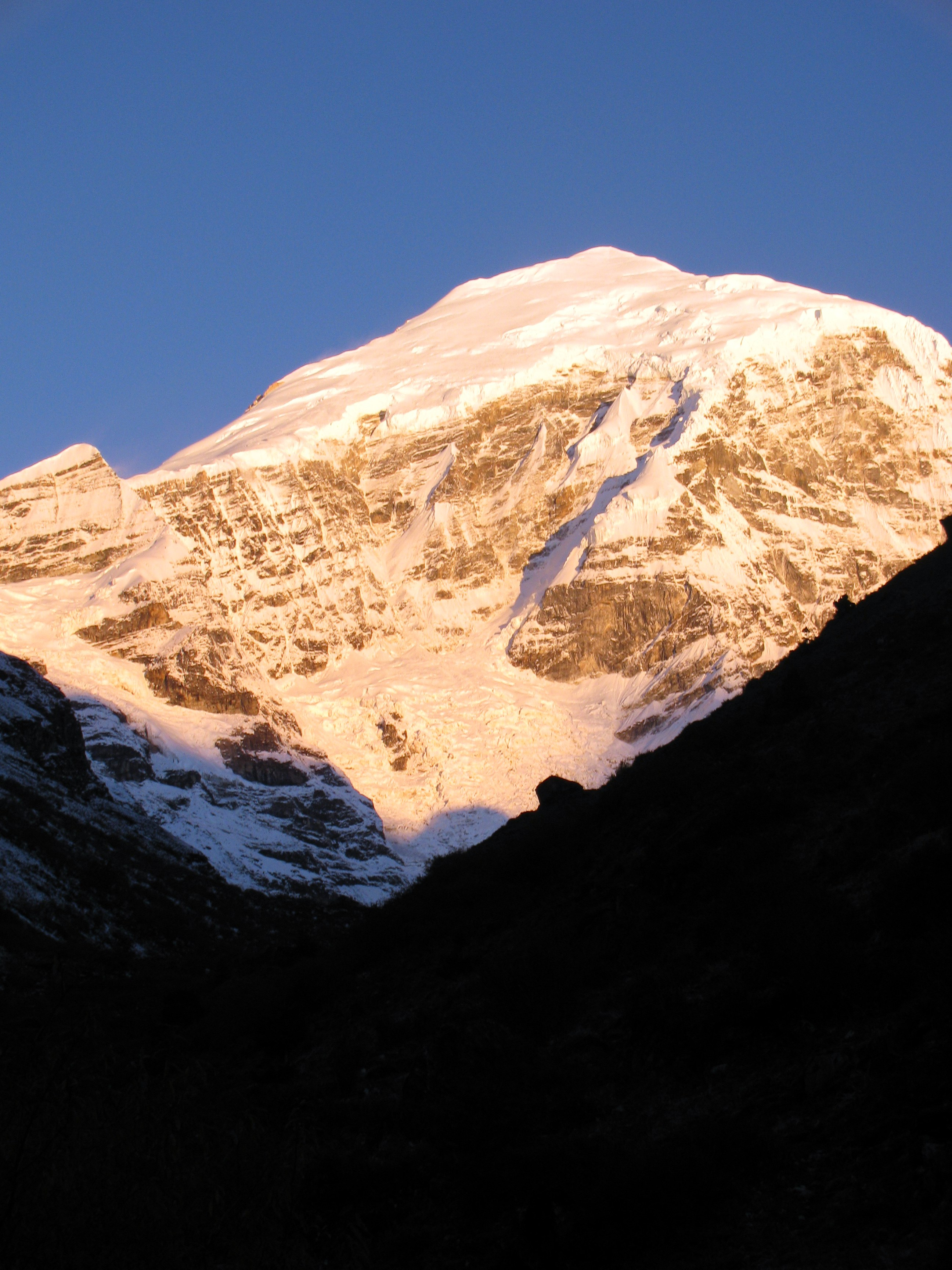
Джомолхари с Джанготханга
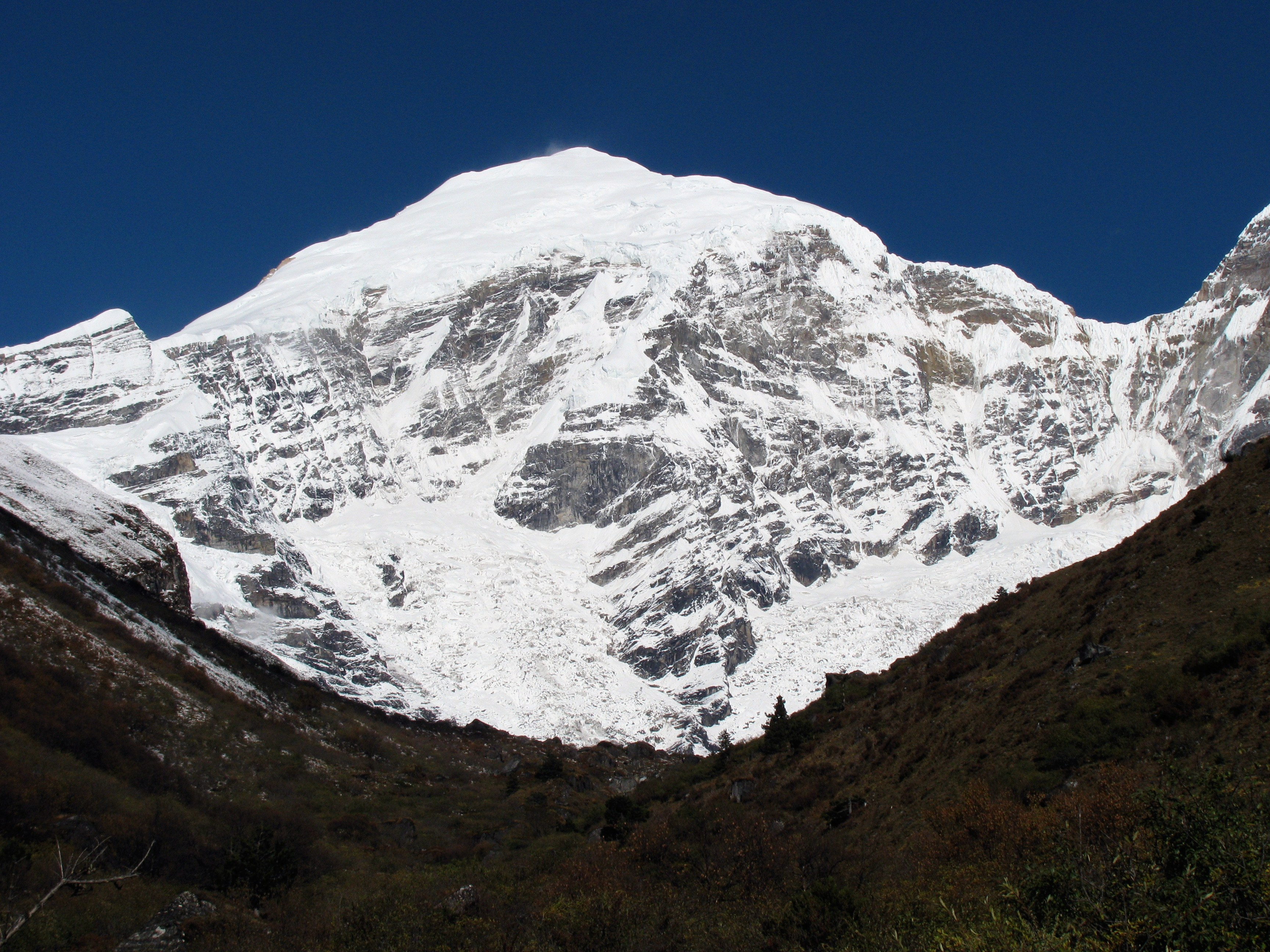
Джомолхари с Джанготханга
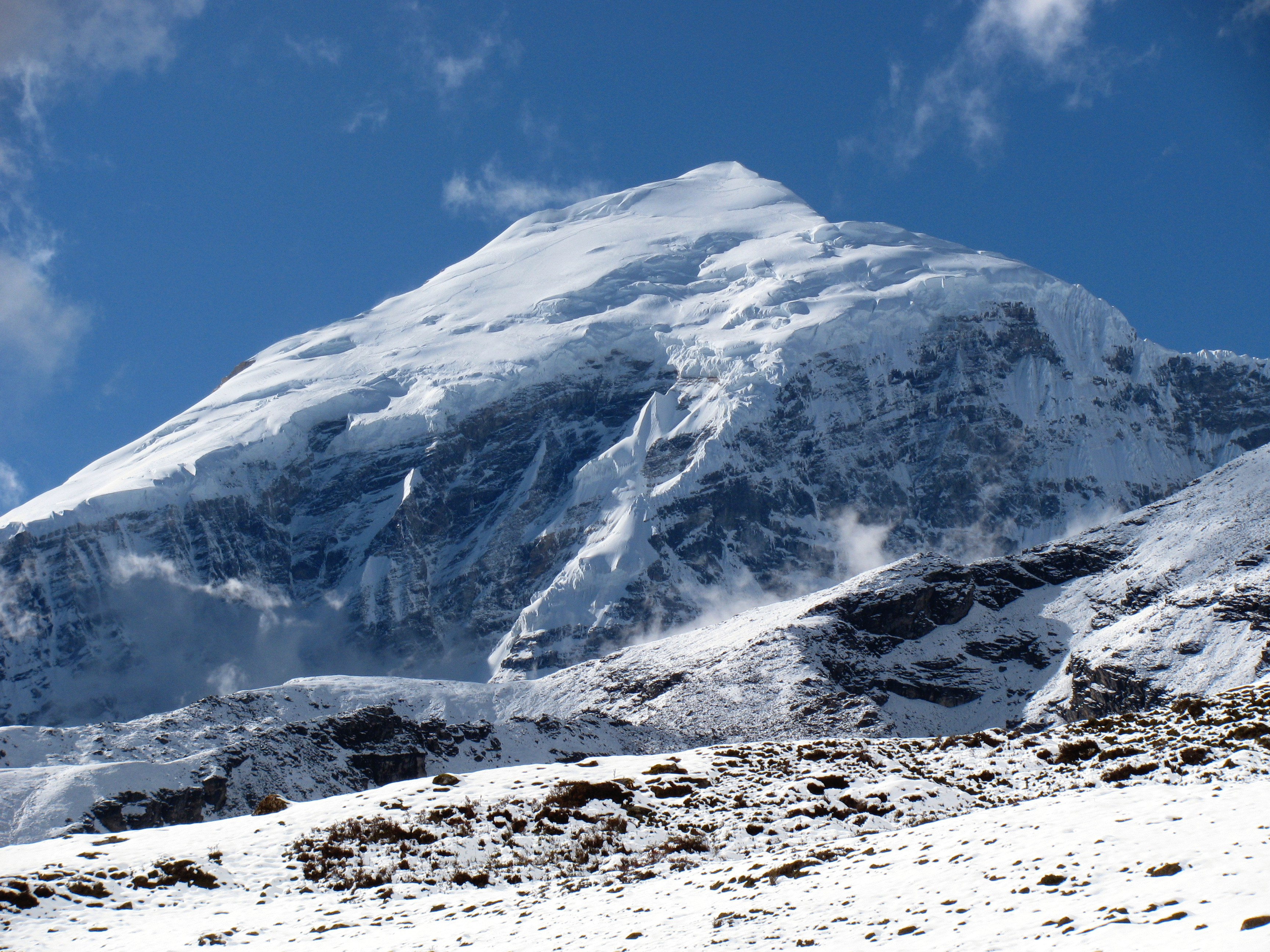
Джомолхари с перевала Нетейла